# Lancia Theta
Der Lancia Theta ist ein Automobil des Herstellers Lancia und wurde von 1913 bis 1918 produziert. Es handelt sich um eine Überarbeitung des Lancia Epsilon. Die Bezeichnung folgte der Nomenklatur des Herstellers, die Wagen nach dem griechischen Alphabet zu benennen. Das Fahrgestell war mit zwei Radständen erhältlich, die beliebteste Karosserieform, der Lancia Theta Torpedo Coloniale, in der damals üblichen Torpedoform.
Der Theta verfügte als erstes Auto in Europa über eine elektrische Anlage mit 6 Volt von Charles Kettering und war auch das erste Auto mit einem Anlasser und einem beleuchteten Cockpit. Initiiert wurde der Einbau des Anlassers von Vincenzo Lancia, der das lästige Kurbeln vor dem Autofahren abschaffen wollte. Weitere Patente, die erstmals Anwendung fanden, waren eine dreifach verstellbare Lenksäule, eine durch eine Kette betätigte Getriebebremse und eine neuartige Trommelbremse.
Weniger innovativ war der Antrieb, ein Vierzylindermotor, welcher vom Nutzfahrzeug Lancia IZ übernommen worden war und mit 70 PS eine Höchstgeschwindigkeit von 120 km/h ermöglichte.
Insgesamt entstanden 1696 Fahrzeuge dieses Typs.